# برج برودگیت
برج برودگیت یک برج واقع در سیتی لندن، بریتانیا می‌باشد. ساخت و ساز این ساختمان ۲۰۰۵ شروع شد و ۲۰۰۹ به پایان رسید. معمار این بنا اسکیدمور، اوینگز و مریل است. مساحت زیربنای آن ۳۹۸٬۲۶۸ فوت مربع (۳۷٬۰۰۰٫۳ متر مربع)، تعداد طبقاتش ۳۳ است.

## نگارخانه

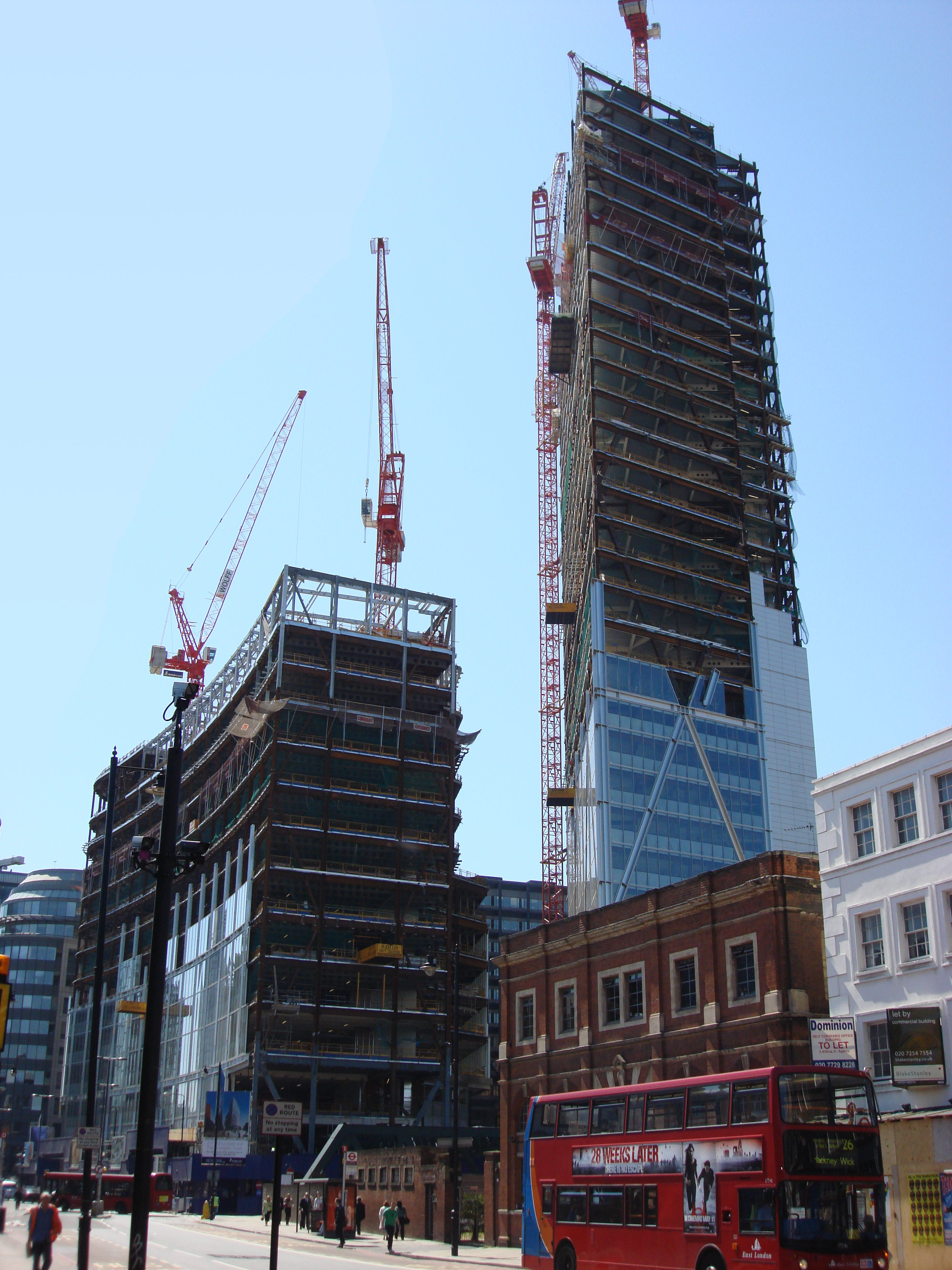
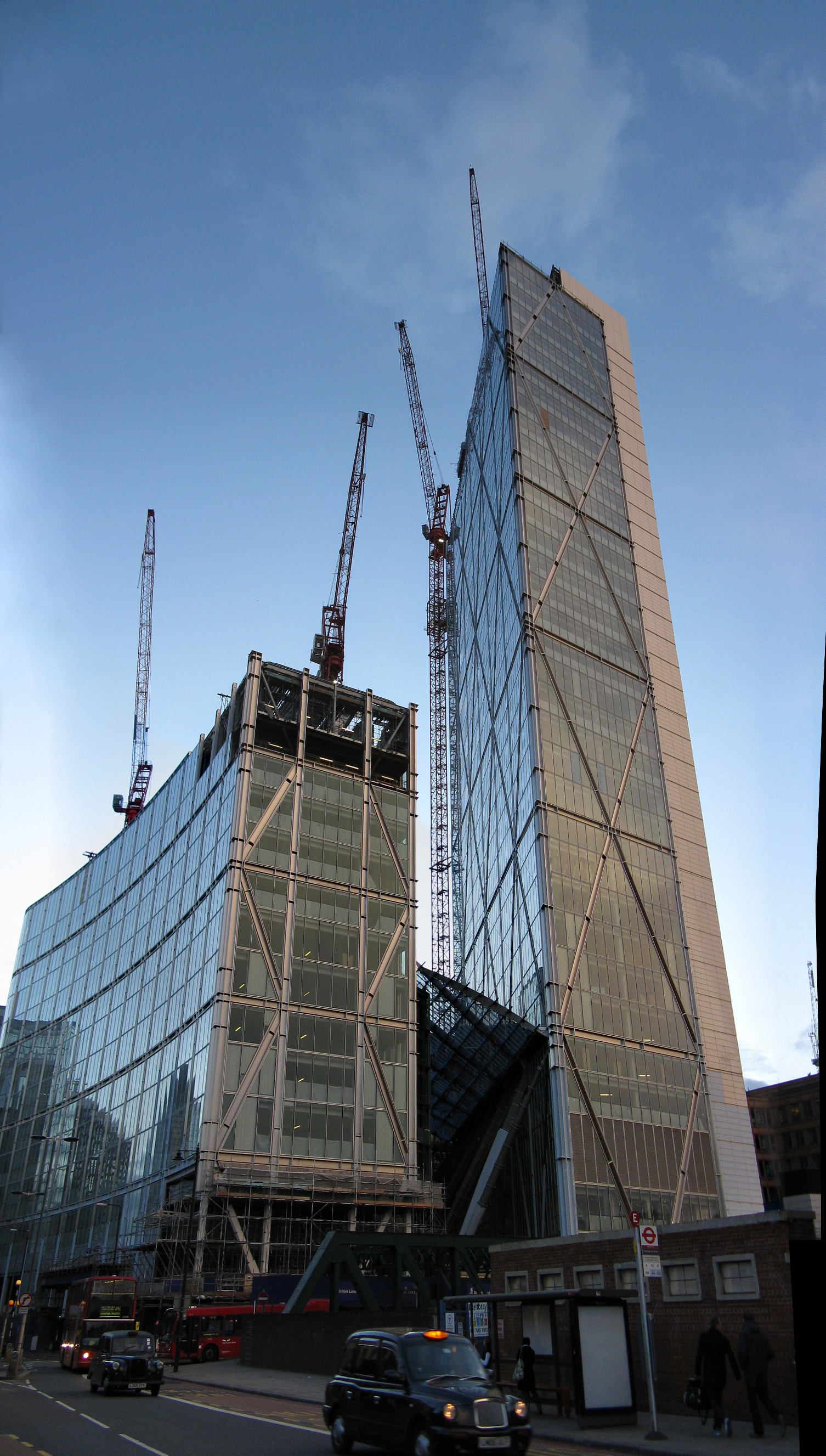